# Fosnes
Fosnes è un ex comune norvegese della contea di Nord-Trøndelag. Dal 1º gennaio 2020 è stato unito al comune di Namsos.